# Marshmallow

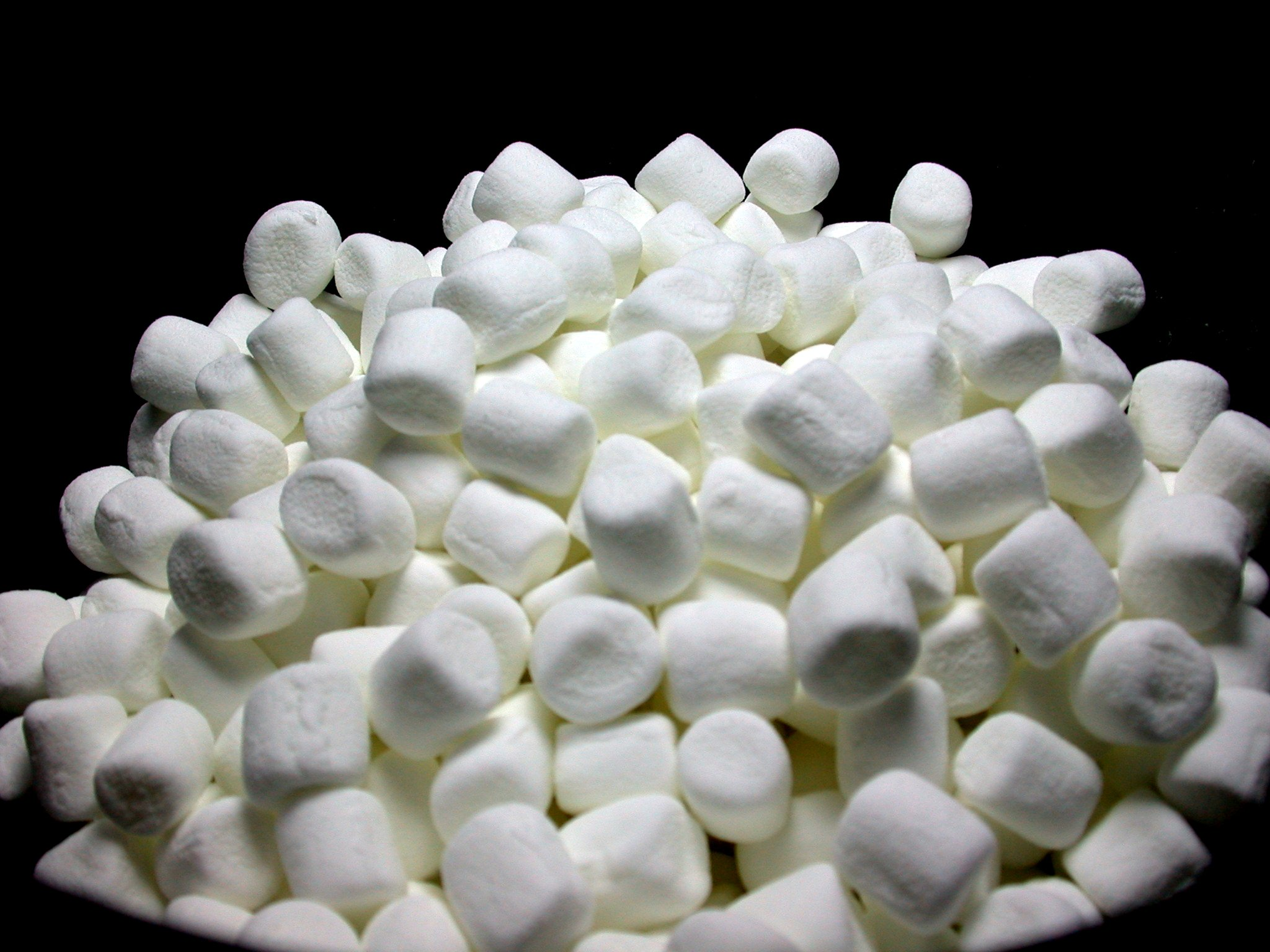
Marshmallows

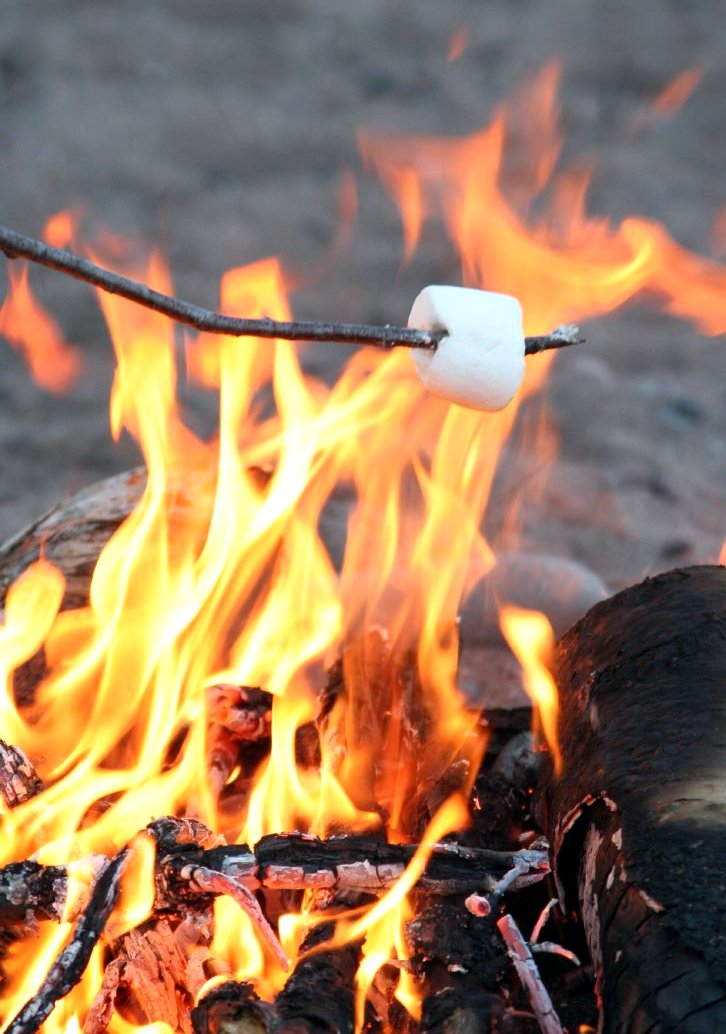
Rösten von Marshmallows

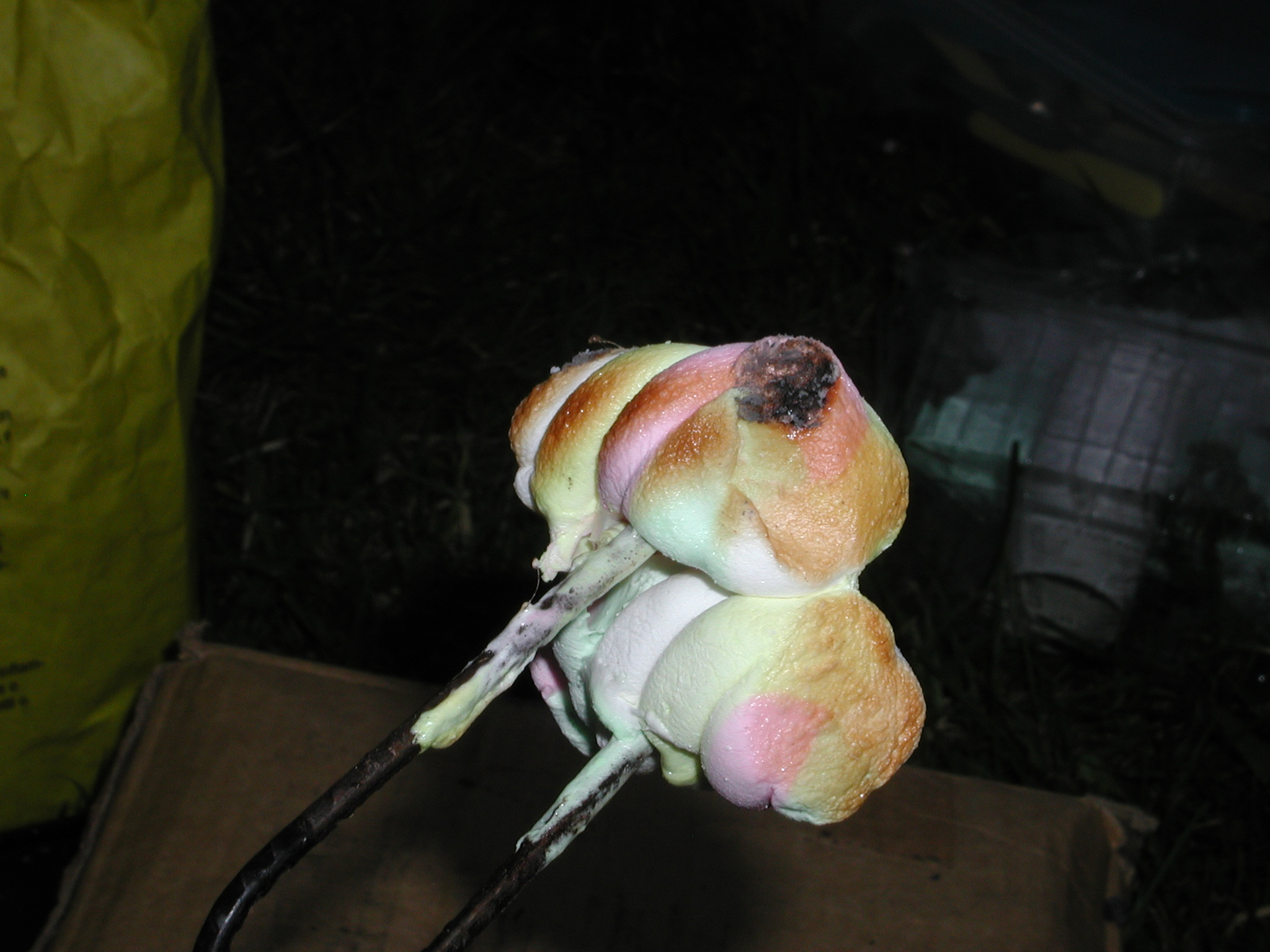
Über dem Feuer gedrehte Marshmallows

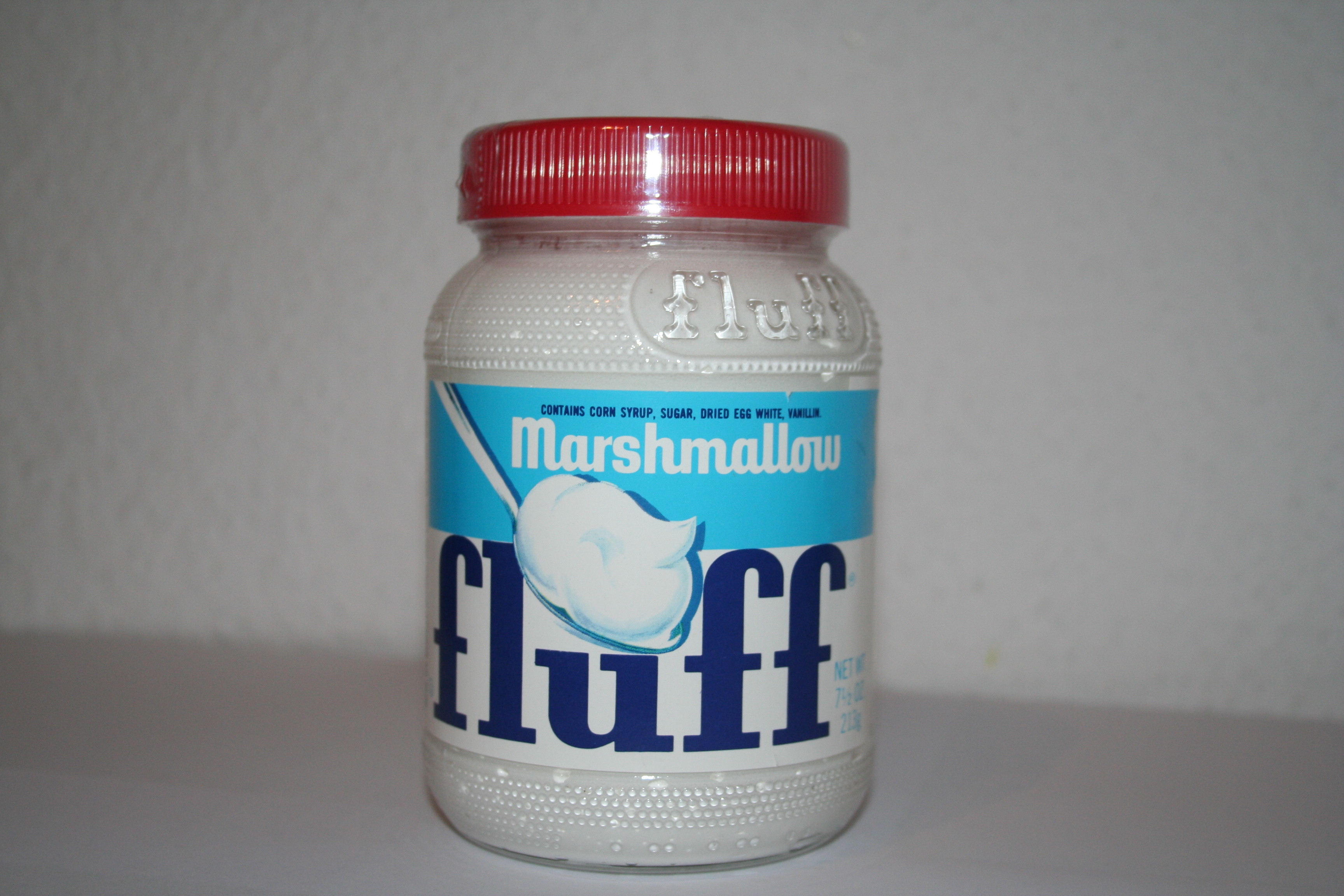
Glas mit Marshmallowcreme

Marshmallow ist eine Schaumzuckerware aus Zucker (etwa 75 %), Eischnee, Geliermittel sowie Aroma- und Farbstoffen. Ursprünglich wurden Marshmallows aus dem Saft der Wurzeln des Echten Eibischs (Althaea officinalis) hergestellt. Ihr Name leitet sich von der englischen Bezeichnung marshmallow ‚Sumpf-Malve‘ für diese Pflanze ab. Später wurden die Marshmallows aus Gummi arabicum hergestellt. Heute wird aus Kostengründen meist Gelatine als Geliermittel verwendet, es sind aber auch Marshmallows mit koscherer Fischgelatine oder pflanzlichem Geliermittel (Agar, Carrageen) erhältlich sowie Produkte, die ganz auf Geliermittel verzichten (z. B. Marshmallow Fluff). Im deutschsprachigen Raum ist die Süßware häufig unter der Produktbezeichnung Mausespeck oder Mäusespeck erhältlich.

## Historische Entwicklung und Herstellung
Der Echte Eibisch ist eine Heilpflanze, die seit langer Zeit in Europa verwendet wird. Die Wurzeln des Eibischs sondern eine klebrige, weiße Substanz ab, die im nördlichen Europa vor der Verwendung von Gummi arabicum und ähnlichen klebenden Substanzen auch als Klebstoff verwendet wurde. Die medizinische Verwendung lässt sich mindestens bis ins 11. Jahrhundert zurückverfolgen, als kandierte Stücke der Eibischwurzel als Mittel gegen Erkältungen eingesetzt wurden.

### Herstellung aus Eibischwurzeln
Im 19. Jahrhundert beschrieben europäische Ärzte die Herstellung eines Hustensirups aus Eibischwurzeln. Die Franzosen stellten dann Lutschtabletten aus dem Eibisch-Sirup her. Französische Zuckerbäcker nutzten als erste die Eigenschaften der Eibischwurzel für kulinarische anstatt für medizinische Zwecke. Aus aufgeschlagenem Eiweiß, Zucker und den klebrigen Inhaltsstoffen der Eibischwurzel produzierten sie Pâte de guimauve, den Vorläufer der Marshmallows. Erst Anfang des 20. Jahrhunderts wurden die Substanzen des Eibischs durch Gelatine ersetzt. In ursprünglicher Form ist dieser Vorläufer der Marshmallows noch als Eibischteig erhältlich und soll husten- und reizlindernd wirken.

### Herstellung aus Gummi arabicum
In der Zuckerwarenindustrie wird Gummi arabicum als Emulgier- und Stabilisierungsmittel verwendet, in den Marshmallows wirkt es als Schaumstabilisator.
Nach einem Marshmallow-Rezept von 1895 wird Gummi arabicum in Wasser eingeweicht, bis es sich auflöst, dann abgesiebt, Unreinheiten entfernt und zusammen mit Puderzucker im Wasserbad gerührt, bis die Mischung dick und weiß wird. Zur Probe gibt man  etwas von der Masse in kaltes Wasser. Wenn sie eine feste Kugel bildet, nimmt man sie vom Feuer und zieht steifen Eischnee unter, um eine lockere Textur zu erhalten. Zum Schluss wird mit Orangenblütenwasser abgeschmeckt. Die Paste wird dann einen Zoll (ca. 2,5 cm) hoch in eine mit Maisstärke ausgestreute passende Pfanne gegeben. Nach zwölf Stunden wird die Paste auf eine Platte gestürzt, in Quadrate geschnitten, diese mit Maisstärke oder Puderzucker bestäubt und in Schachteln aufbewahrt.

### Industrielle Herstellung
Im 19. Jahrhundert gelangten die Marshmallows in die USA. Bis in die 1950er Jahre ließ man die Schaummasse noch in Formen auf Maisstärke fest werden. 1954 erfand der amerikanische Unternehmer Alex Doumakes ein Extrusions- und Schneideverfahren, das die Herstellungszeit von 24 Stunden auf eine reduzierte.

## Zubereitung
Marshmallows sind besonders in den USA beliebt, wo zu Thanksgiving beispielsweise Süßkartoffeln mit Marshmallows dekoriert werden. Häufig werden sie vor dem Verzehr auf einem Grill erwärmt oder (auf Stöcke gespießt) über einem Lagerfeuer gedreht. Geröstete Marshmallows werden mit Schokolade und Graham Crackers zu S’Mores kombiniert.

## Trivia
- In den 1960er Jahren wurde von dem Psychologen Walter Mischel der Marshmallow-Test angewendet. Es sollte überprüft werden, ob die Kinder zum Belohnungsaufschub fähig sind.[4][5]
- Im Kinofilm Ghostbusters (1984) und in der gleichnamigen Zeichentrickserie ist ein 30 Meter großer „Marshmallow-Mann“ zu sehen.
- Marshmallow ist der Namensgeber für die Android-Version 6.
- Eines der ersten in Deutschland erhältlichen Marshmallow-Produkte sind die „Weißen Mäuse“ der Firma Aseli in Berlin, die diese seit 1921 herstellt und vertreibt. Möglicherweise leitet sich davon die gängige Bezeichnung „Mäusespeck“ für Marshmallow ab.[6]
- Der US-amerikanische DJ und Musikproduzent Marshmello trägt zur Geheimhaltung seiner Identität ein Marshmallow-Kostüm.